# Fotsiforia carinifrons
Fotsiforia carinifrons là một loài tò vò trong họ Ichneumonidae.